# Ines Kuba
Ines Kuba (* 11. Juni 1971 in Halle (Saale)) ist ein ehemaliges deutsches Fotomodell sowie Sportlerin und Schönheitskönigin, arbeitet heute als Moderatorin und Managerin.

## Leben
In Halle besuchte sie bis zur 7. Klasse die Schule, wurde dann auf Grund ihrer sportlichen Leistungen als Fechterin auf die Kinder- und Jugendsportschule nach Ost-Berlin delegiert. Dort beendete sie die 10. Klasse und machte im Anschluss eine Ausbildung als Kindergärtnerin, ging jedoch nicht in den erlernten Beruf, sondern begann eine weitere Ausbildung als Aerobiclehrerin.
1991 gewann sie mehrere Miss-Wahlen: im April Miss Prenzlauer Berg, November Miss Berlin, und im Dezember wurde sie in der Weser-Ems-Halle von Oldenburg zur Miss Germany 1991/92 gekrönt. In ihrem Amtsjahr als Miss Germany nahm sie ca. 200 offizielle Termine wahr: Autogrammstunden, Unternehmens-Events, Model-Termine. Außerdem war sie bei Fernsehauftritten präsent: „Die goldene Stimmgabel“, „Samstag Nacht“, „Die goldene Eins“, sowie in Talk-Shows.
Am 4. Dezember 1992 wurde sie in Wien zur Queen of the World gewählt.
Ines Kuba ist im Showgeschäft tätig. Sie moderiert Galabälle wie den Presseball und den Funkball in Köln, Sportlerball in Oldenburg, macht Messemoderationen für verschiedene Unternehmen, organisiert und moderiert Miss-Germany-Wahlen und -Vorwahlen.
Ines Kuba ist verheiratet mit Ralf Klemmer, dem Junior-Chef der Miss Germany Corporation. Sie leben in Oldenburg und haben zwei Kinder.

## Filmografie
- 1993–?: Fit mit Ines Kuba (TV, 108 Folgen im DSF)
- 1993–?: Fröhlich eingeSchenkt (TV, 12 Folgen als Assistentin bei Heinz Schenk)
- 2003: Langer Samstag – Nach acht wird gelacht (TV-Episode)